# Знакомьтесь: Дэйв
«Знакомьтесь: Дэйв» (англ. Meet Dave, 2008) — американский художественный фильм, фантастическая кинокомедия.

## Сюжет
На Остров Свободы падает метеорит, и из образовавшегося кратера вылезает невредимый и внешне совершенно обыкновенный гражданин (Эдди Мёрфи). Но при ближайшем рассмотрении гражданин оказывается звездолётом, в котором сидит команда из сотни крошечных человекоподобных инопланетян. Их миссия — управляя роботом в виде человека, втереться в доверие к землянам, чтобы похитить их океаны. Это необходимо для спасения планеты лилипутов — Ноля. Робот изначально представляется самым распространённым, по мнению пришельцев, именем на Земле — Мин Чэн, но, осознав, что в Америке оно не распространено, берёт имя Дэйв. Он флиртует с художницей Джиной и попадает в комичные ситуации из-за непонимания земной культуры. 
Постепенно нолиане проникаются земной культурой, учатся любить и веселиться как земляне. Они начинают идентифицировать себя с Дэйвом, а один из них, благодаря землянам, осознаёт, что он гей. Они решают не выполнять задание. Только один из них, заместитель капитана, не согласен. Он перехватывает управление Дэйвом и бросает в океан сферу, способную засосать всю воду Земли. Остальные лилипуты решают спасти Землю и деактивируют сферу, а заместителя схватили и бросают кое куда в теле Дэйва, под приказом прежнего командира капитана. На это им приходится потратить всю энергию Дэйва, запасённую для возвращения домой. После этого нолиане раскрывают себя землянам и благодарят их за то, что они научили лилипутов не сдерживать эмоции, любить и развлекаться. В финале лилипуты, радостно танцуя, улетают на спасательной шлюпке на Ноль.

## Прокат и оценки
Выход фильма в широкий прокат в США и России состоялся 10 июля 2008 года. Фильм провалился в прокате и получил разгромные отзывы. Эдди Мёрфи за двойную роль получил сразу две номинации на антипремию «Золотая малина», но не победил ни в одной.